# Audeli Air
Audeli Air is een Spaanse luchtvaartmaatschappij met haar thuisbasis in Madrid. Zij verhuurt vliegtuigen met bemanningen onder andere aan Iberia.

## Geschiedenis
Audeli Air is opgericht in 1987 en in 2005 overgenomen door Gestair.

## Vloot
De vloot van Audeli Air bestaat uit:(2009)
- 2 Airbus AB340-300

.